# Germansen
Koordinaten: 51° 19′ 42″ N, 9° 8′ 55″ O
Germansen war eine Dorfsiedlung in der heutigen Gemarkung von Wolfhagen im nordhessischen Landkreis Kassel. Sie befand sich etwa 1,5 km westlich der Altstadt von Wolfhagen auf 270 m Höhe am Siegenbach, kurz vor dessen Mündung in den Dusebach.

## Geschichte
Zur Geschichte des Orts ist nahezu nichts bekannt. Im Güterregister des Klosters Hasungen wird er 1356 genannt, und das St. Petri-Stiftt in Fritzlar besaß den Zehnten in „Germanessen“. Wann der Ort verlassen wurde, ist nicht bekannt; im Jahre 1405 war er noch bewohnt.